# Hahnia abrahami
Hahnia abrahami är en spindelart som först beskrevs av Hewitt 1915.  Hahnia abrahami ingår i släktet Hahnia och familjen panflöjtsspindlar. Inga underarter finns listade i Catalogue of Life.